# And Then We Kiss
«And Then We Kiss» —en español: «Y entonces nos besamos»— es una remezcla eurotrance de nombre Junkie XL Remix, interpretada por la cantante estadounidense Britney Spears e incluida en su primer álbum de remezclas, B in the Mix: The Remixes (2005). Mark Taylor compuso la canción original junto con Spears y Paul Barry, y la produjo en solitario para el cuarto álbum de estudio de la cantante, In the Zone (2003), del que se descartó. Tras permanecer inédita, en 2005, el pinchadiscos neerlandés Junkie XL la remezcló y Jive Records la lanzó en Australia y Nueva Zelanda como único sencillo promocional del álbum. Aunque el sello nunca publicó la versión original, en septiembre de 2011, esta se filtró en Internet.
La remezcla cuenta con influencias del techno y uso de guitarras dance-rock, sintetizadores y cuerdas sinfónicas. Su letra habla de las diferentes sensaciones que hace experimentar un beso. Junkie XL sostuvo que intentó crear una versión contemporánea de «Enjoy the Silence» de Depeche Mode (1990). Los críticos elogiaron el resultado y señalaron que habría sido un éxito en las radios y en las discotecas, si Jive Records se hubiese propuesto promocionar el álbum. Aunque Spears nunca la presentó y aunque no figuró en alguna lista de importancia, en Estados Unidos alcanzó el décimo quinto puesto del conteo Dance Airplay de Billboard y vendió más de 23 000 descargas.

## Antecedentes

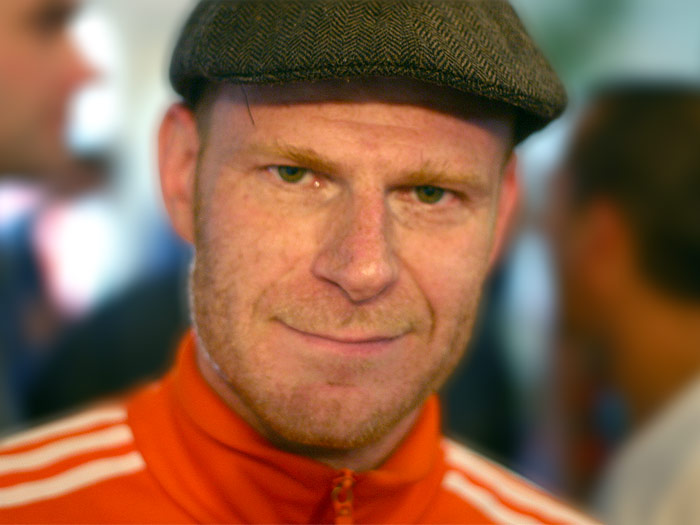
Junkie XL, creador de la remezcla con la que Jive Records publicó «And Then We Kiss» en 2005.

Los compositores de «And Then We Kiss» fueron Spears, Paul Barry y el británico Mark Taylor, quien también fue su productor. La cantante grabó la canción en las mismas sesiones de «Breathe on Me», como parte del proceso creativo de su cuarto álbum de estudio, In the Zone (2003), pero se descartó de él. La versión original cuenta con una vibra electrónica, reminiscencia de Ray of Light de Madonna (1998), con una guitarra flamenca y con una interpretación prominente de Spears. En 2005, Jive Records anunció la inclusión de la canción en el EP que acompañó al DVD Britney & Kevin: Chaotic, como pista adicional exclusiva para el Reino Unido y Japón. No obstante, a último minuto la sustituyó por «Over to You Know» y nunca publicó oficialmente la versión original.
En el mismo año, el pinchadiscos Junkie XL creó una versión con su nombre y Jive Records la incluyó en el primer álbum de remezclas de la cantante, B in the Mix: The Remixes. Mientras el neerlandés figuró en los créditos de producción junto a Taylor e interpretó todos los instrumentos: guitarra, bajo eléctrico, sintetizador y batería; Chaz Harper hizo la masterización de audio en el Battery Mastering. En el mismo periodo, la campaña publicitaria del perfume Fantasy de Spears utilizó la remezcla como tema principal. El 31 de octubre de 2005, Jive Records la lanzó en Australia y Nueva Zelanda como único sencillo promocional de B in the Mix: The Remixes. Dado que su lanzamiento lo realizó solo bajo el título «And Then We Kiss», al omitir el nombre Junkie XL Remix, la audiencia erróneamente creyó que se trataba de la versión original. Esta última permaneció inédita hasta que el 2 de septiembre de 2011 se filtró en Internet.

## Composición
«And Then We Kiss» es una remezcla eurotrance con influencias del techno y uso de sintetizadores. Combina guitarras dance-rock y cuerdas sinfónicas, y finaliza con un trasfondo de orquesta. Su letra habla de las diferentes sensaciones que hace experimentar un beso y comienza con la línea «Lying alone, touching my skin» —«Recostada sola, tocando mi piel»—, que sugiere que la canción completa podría tratarse de una fantasía. La voz de Spears es mucho menos prominente que en la versión original.

## Recepción crítica
«And Then We Kiss» contó con una buena recepción crítica. Jennifer Vineyard de MTV señaló que la remezcla tenía «el potencial de ser un éxito radial o discotequero, si Jive Records se hubiese propuesto promover de forma activa B in the Mix: The Remixes». Barry Walters de Rolling Stone llamó «simpática» a la combinación de cuerdas sinfónicas y guitarras dance-rock. Spence D. de IGN señaló que Junkie XL hizo «una muestra discreta de atmósfera neogótica y ritmos entrecortados». En su reseña al álbum, Kurt Kirton de About.com sostuvo que las remezclas de «And Then We Kiss», «Toxic», «Touch of My Hand», «Someday (I Will Understand)» y «...Baby One More Time», «defienden lo suyo». De forma contraria, Gregg Shapiro de Bay Area Reporter señaló que la pista «pone en primer plano las muchas fallas en la voz aflautada, fría y mecánica de Spears». A su vez, Bradley Stern de MTV elogió al pinchadiscos neerlandés, al escribir: «La sublime remezcla encuentra al productor Junkie XL tomando el inédito corte de estudio de "And Then We Kiss" y suavizándolo en uno de los momentos de madurez musical más exuberantes de Britney».

## Rendimiento comercial
Pese a que Jive Records no lanzó «And Then We Kiss» en Estados Unidos, el sello envió vinilos promocionales a las estaciones de radio del país, las que comenzaron a emitirla a la audiencia. A principios de 2006, el hecho llevó a la remezcla a figurar en el conteo radial Dance Airplay de Billboard, donde debutó en el vigésimo quinto puesto, según la edición del 25 de febrero de aquel año. En su quinta semana de permanencia, el tema alcanzó la décima quinta posición, según la edición del 25 de marzo. En suma, el tema permaneció durante once semanas en la lista, donde hizo su última aparición en la edición del 6 de mayo de 2006. De acuerdo a Nielsen SoundScan, hasta octubre de 2010, «And Then We Kiss» vendió 23 000 descargas en el país. Aunque el sello la lanzó en Australia y Nueva Zelanda, la remezcla no figuró en las listas principales de dichos países.

## Formatos
| Descarga |                                      |          |  |
| N.º      | Título                               | Duración |  |
| 1.       | «And Then We Kiss» (Junkie XL Remix) | 4:28     |  |

| Vinilo de doce pulgadas |                                                             |          |  |
| N.º                     | Título                                                      | Duración |  |
| 1.                      | «And Then We Kiss» (Junkie XL Remix)                        | 4:28     |  |
| 2.                      | «And Then We Kiss» (Junkie XL Remix Instrumental)           | 4:28     |  |
| 3.                      | «And Then We Kiss» (Junkie XL Undressed Remix)              | 4:41     |  |
| 4.                      | «And Then We Kiss» (Junkie XL Undressed Remix Instrumental) | 4:41     |  |

## Posicionamientos en listas

### Listas semanales
| País              | Lista         | Primera semana        | Posición debut | Mejor posición | Semanas en la mejor posición | Semanas en la lista | Última semana     | Ref.   |
| ----------------- | ------------- | --------------------- | -------------- | -------------- | ---------------------------- | ------------------- | ----------------- | ------ |
| América del Norte |               |                       |                |                |                              |                     |                   |        |
| Estados Unidos    | Dance Airplay | 25 de febrero de 2006 | 25             | 15             | 1                            | 11                  | 6 de mayo de 2006 | [ 19 ] |

## Créditos
- Britney Spears — interpretación, composición
- Mark Taylor — composición, producción
- Paul Barry — composición
- Junkie XL — producción, remezcla, instrumentación
- Chaz Harper — masterización

Fuente: Discogs.